# Anne Arundel County
Anne Arundel County är ett administrativt område i delstaten Maryland, USA, med 537 656 invånare (2010). Den administrativa huvudorten (county seat) är Annapolis. 

## Geografi
Enligt United States Census Bureau så har countyt en total area på 1 523 km². 1 077 km² av den arean är land och 445 km² är vatten. 

### Angränsande countyn
- Baltimore City - nord
- Baltimore County - nord
- Calvert County - syd
- Kent County - nordöst
- Howard County - nordväst
- Prince George's County - sydväst
- Queen Anne's County - öst
- Talbot County - sydöst